# Saint-Michel, Haute-Garonne
 Saint-Michel  là một xã ở tỉnh Haute-Garonne vùng Occitanie tây nam nước Pháp. Xã Saint-Michel, Haute-Garonne nằm ở khu vực có độ cao 390 mét trên mực nước biển.